# الحويرة بنساح
مركز الحويرة بنساح هو مركزٌ إداري تابعٌ لمحافظة المزاحمية في منطقة الرياض ، ويصنف من فئة (ب) ورمزها 1386.